# جورج دبليو. كلارك (سياسي)
جورج دبليو. كلارك هو سياسي كندي، ولد في 1910 في كندا، وتوفي في 9 أكتوبر 2000 في سانت جونز في كندا. حزبياً، نشط في الحزب الليبرالي في نيوفندلاند ولابرادور ‏.